# Lasos aus Hermione
Lasos aus Hermione war ein Lyriker und Musiktheoretiker am Hofe des Hipparchos im 6. Jahrhundert v. Chr. 
Die Suda setzt seine Geburt in der 58. Olympiade, das heißt in den Jahren 548/47–545/44 v. Chr. an und zählt ihn unter die Sieben Weisen von Griechenland.
Lasos trat verschiedentlich hervor – so wies er dem Onomakritos Orakelfälschung nach –, seine Hauptbedeutung liegt jedoch auf musikalischem Gebiet. Freilich bleibt die Kenntnis darüber trotz neuerer Hypothesen auf das bloße Faktum seiner Tätigkeit beschränkt. Der Suda zufolge schrieb er als erster über Musik. Als Dichter trat er mit Hymnen, vor allem in der Sonderform des Dithyrambos hervor. An der Weiterentwicklung dieser Gattung griechischer Chorlyrik zu einer Form des musischen Agons hatte er maßgeblichen Anteil.